# 周海浜
周 海濱（しゅう かいひん、Zhou Haibin , 1985年7月19日 - ）は中華人民共和国出身の元プロサッカー選手。現役時代のポジションはミッドフィルダー(MF)。

## 人物
久々の中国人スター選手であり、10代から代表の主軸として活躍、未来の中国サッカーを背負って立つと期待されていた。。
中盤ならどこでもこなす器用さとともに、戦術眼、スタミナがある。ミドルシュートも得意としており、得点力も持ち合わせている。

## 経歴
1999年10月に山東魯能の下部組織に入団。
2000年には当時の監督であった高洪波に認められU-16代表に招集され、この年から年代別代表の常連となっていった。
2003年には18歳でプロ契約を勝ち取り、7月31日に行われた瀋陽金徳との試合でプロ初ゴールをあげる。そしてこの年9月のチリ代表との親善試合でＡ代表デビュー、年末に行われた東アジアサッカー選手権の日本代表との試合では18歳にしてA代表の背番号10を付けた。AFCアジアカップ2004にも出場。
2006年に行われたトゥーロン国際大会に中国代表として出場し、アルゼンチンと対戦し1対0で勝利。その試合でのパフォーマンスを元日本代表監督のフィリップ・トルシエは「今日見た中で一番の選手だ。彼のフィジカルは素晴らしくピッチ全体を支配していた」と評価している。
2009年2月フリートランスファーでオランダ屈指の名門PSVアイントホーフェンに移籍。09/10シーズンは4度ベンチ入りしたが、翌年10/11シーズンはフレット・ルッテン監督が就任後ベンチ入りも難しくなり動燃末に退団。在籍10か月で公式戦出場の機会はなく、結果的にこの移籍で代表からも遠ざかりキャリアは下降してしまった。
2010年、山東魯能に復帰。2013年後半に天津泰達にレンタル移籍し翌年完全移籍も、2017年再度山東魯能に復帰している。2020年に現役引退。

## 出場大会
- 2003年 東アジアサッカー選手権
- 2004年 アジアカップ
- 2004年 AFCユース選手権
- 2005年 カタール国際ユーストーナメント
- 2005年 ワールドユース
- 2005年 東アジアサッカー選手権
- 2006年 トゥーロン国際大会
- 2006年 アジア大会
- 2007年 アジアカップ
- 2008年 北京五輪